# Deutsche Gesellschaft für Festungsforschung
Die Deutsche Gesellschaft für Festungsforschung e.V. (DGF) ist ein eingetragener Verein mit Sitz in Wesel. Sein Satzungszweck ist die „wissenschaftliche Erforschung des historischen Festungswesens und der zukunftsorientierten Erhaltung entsprechender Überreste.“ Ein weiteres Ziel ist die Sensibilisierung der Öffentlichkeit für das Thema. Arbeitsschwerpunkt sind europäische Wehrbauten ab dem Spätmittelalter.
Der Verein wurde 1981 gegründet. Im Jahr 2018 wurde Andreas Kupka zum Präsidenten wiedergewählt. Im Jahr 2019 hatte der Verein 220 Mitglieder.

## Aktivitäten und Veröffentlichungen
Die Aktivitäten der Gesellschaft umfassen u. a. jährliche Tagungen und Exkursionen zu Bauwerken im In- und Ausland. Dabei wird der Begriff Festung eng als militärische Anlage verstanden, in Abgrenzung etwa zu vielfältiger genutzten Burgen und Schlössern. Die für 2021 geplante 40. Jahrestagung in Wesel steht unter dem Titel Kommunikation und Spionage in Festungen.
Verschiedene Veröffentlichungen werden seit der Gründung herausgegeben, darunter die Reihe Festungsforschung, bislang 5 Bände Deutsche Festungen und das seit 1996 zweimal jährlich erscheinende Festungsjournal. Im Museum Zitadelle Jülich wird ein Archiv und ein Literaturbestand unterhalten.
Darüber hinaus bietet die Gesellschaft Beratung bei Projekten zur Nutzung und Erhaltung von Festungen an.
Die DGF ist Mitglied im International Fortress Council, einem Dachverband von 12 Organisationen der Festungsforschung in Europa und den USA.